# 印度西瓦古猿
印度西瓦古猿（Sivapithecus indicus），又名西瓦古猿印度種，是一種已滅絕的靈長目，有可能是現今猩猩的祖先。
印度西瓦古猿的標本估計有1250-1050萬年的歷史，都是在巴基斯坦及印度發現。
印度西瓦古猿約有黑猩猩的大小，面部形態像猩猩。牠們吃軟的果實及可能是棲於樹上的。

## 外部連結
- http://www.modernhumanorigins.com/sivapithecus.html （页面存档备份，存于）